# ウズベクフィルム
ウズベクフィルム (英語: Uzbekfilm、ウズベク語: Oʻzbekfilm / Ўзбекфильм) はウズベキスタン最大かつ最古の国営映画スタジオである。

## 概要
ウズベクフィルムは1925年7月1日に設立された。ウズベクフィルムは設立当初はSharq Yulduzi (英語: Eastern Star)と呼ばれていたが1936年に現在の名前に改名された。ナチス・ドイツや枢軸国との独ソ戦の期間中は再び名称がタシュケントフィルムスタジオへと変更された。1958年、名称が再度ウズベクフィルムへと戻された。会社設立以降、ウズベクフィルムは約400のフィーチャー映画と100の動物映画を制作している。最も興行収入を得た映画としてはDelighted By You (1958年) やThe Talk of the Neighborhood (1960年)、UFO少年アブドラジャン (1992年)がある。
また、2007年には日本とウズベキスタンの国交樹立15周年を記念してウズベキスタン映画祭が開催され、ウズベクフィルム製作の映画が上映された。